# Eduard Hämäläinen
Eduard Hämäläinen (Karaganda, 21 gennaio 1969) è un ex multiplista bielorusso naturalizzato finlandese, fino al 1991 sovietico.

## Palmarès

### Mondiali
- 3 medaglie:
  - 3 argenti (Stoccarda 1993 nel decathlon[1]; Göteborg 1995 nel decathlon[1]; Atene 1997 nel decathlon[2])

### Mondiali indoor
- 1 medaglia:
  - 1 bronzo (Toronto 1993 nell'eptathlon[1])

### Europei
- 1 medaglia:
  - 1 argento (Budapest 1998 nel decathlon[2])

### Mondiali juniores
- 1 medaglia:
  - 1 bronzo (Sudbury 1988 nel decathlon[3])

## Altre competizioni internazionali

### Hypo-Meeting
- 5 medaglie:
  - 3 ori (Götzis 1993 nel decathlon[1]; Götzis 1994 nel decathlon[1]; Götzis 1997 nel decathlon[1])
  - 2 argenti (Götzis 1992 nel decathlon[4]; Götzis 1997 nel decathlon[2])